# Lauritz Jenssen Dorenfeldt
Lauritz Jenssen Dorenfeldt, född 23 januari 1863 på Ranheim gods i Strinda vid Trondheim, död 3 januari 1932 i Oslo, var en norsk ingenjör och industriman. Han var bror till Hans Jørgen och Worm Darre-Jenssen samt far till juristen Lauritz Jenssen Dorenfeldt. 
Dorenfeldt utexaminerades från Trondheims tekniske skole 1884 och tekniska högskolan i Charlottenburg 1887, varefter han med stipendium företog resor i USA och Storbritannien. Han var chef för Ranheim Cellulosefabrik 1888–94 och var 1894–1901 fabriksdirektör i Tyskland. Från 1901 var han bosatt i Kristiania/Oslo, där han deltog i grundläggandet och ledningen av olika stora industriföretag, var ledamot av tekniska kommissioner och publicerade i fack- och dagspressen en mängd betänkanden, reseberättelser och avhandlingar om tekniska och ekonomiska frågor.